# Nadja Cholidis
Nadja Cholidis (* 1963 in Bielefeld) ist eine deutsche Vorderasiatische Archäologin, deren berufliche Karriere eng mit dem Vorderasiatischen Museum Berlin in Verbindung steht.

## Leben und Leistungen
Nadja Cholidis studierte von 1982 bis 1991 Altorientalische Altertumskunde und Philologie (Vorderasiatische Archäologie und Altorientalistik), Alte Geschichte und Politikwissenschaften an der Universität Münster. Zu ihren akademischen Lehrern und Lehrerinnen gehörten Ruth Mayer-Opificius, Oswald Loretz, Manfried Dietrich, Karl Hecker, Joachim Krecher, Walter Mayer, Thomas Pekáry und Ruth Altheim-Stiehl. Ihre Dissertation verfasste sie zum Thema Möbel in Ton. Untersuchungen zur archäologischen und religionsgeschichtlichen Bedeutung der Terrakottamodelle von Tischen, Stühlen und Betten aus dem alten Orient. Anschließend war sie von 1992 bis 1994 Mitarbeiterin des Ugarit-Projektes an der Universität, zudem von 1993 bis 1996 freie Mitarbeiterin an der archäologischen Sammlung des Ruhrlandmuseums in Essen. Von April 1994 bis März 1996 begann sie als Wissenschaftliche Museumsassistentin in Fortbildung ihre Arbeit an den Staatlichen Museen zu Berlin. Zwischen September 1996 und Oktober 2001 bearbeitete sie im Rahmen eines Forschungsprojektes der Deutschen Forschungsgemeinschaft die im Vorderasiatischen Museum in Berlin aufbewahrten Terrakotten aus Babylon.
Zwischen Oktober 2001 und April 2009 war Cholidis neben Lutz Martin die Leiterin der Restaurierungsarbeiten an den im Zweiten Weltkrieg bei Bombenangriffen zerstörten Funden als Tell Halaf, deren mehr als 27.000 Fragmente zuvor über mehrere Jahrzehnte im Keller des Pergamonmuseums eingelagert waren. Mehr als neun Jahre dauerte es, bis in akribischer Klein- und Kleinstarbeit ein Großteil der Objekte wieder zusammengesetzt werden konnten. Im Anschluss daran bereitete sie als Co-Kuratorin gemeinsam mit Martin bis Jahresende die Sonderausstellung Die geretteten Götter aus dem Palast von Tell Halaf vor und gab mit diesem auch den Katalog zur Ausstellung heraus. Diese erreichte zwischen Ende Januar und Mitte August 2011 780.000 Besucher. Zum Januar 2012 wurde Cholidis als Wissenschaftliche Mitarbeiterin fest am Vorderasiatischen Museum angestellt, zum Juli 2014 zu Kuratorin befördert. Nachdem Lutz Martin zum Jahresende 2019 in den Ruhestand gegangen war, wurde Cholidis in dessen Nachfolge die stellvertretende Direktorin des Museums. Mit Direktorin Barbara Helwing ist sie damit federführend an der Umgestaltung und Neuordnung der Ausstellung im Rahmen der Umbauten am und der Renovierung des Pergamonmuseums beteiligt. Cholidis organisierte den Festakt zur Schließung des Museums vor der Renovierung im Oktober 2023, zu dem sie alle fünf noch lebenden amtierenden beziehungsweise ehemaligen Direktorinnen und Direktoren des Museums, neben Barbara Helwing Liane Jakob-Rost, Evelyn Klengel-Brandt, Beate Salje und Markus Hilgert, versammeln konnte.

## Publikationen (Auswahl)
- Möbel in Ton. Untersuchungen zur archäologischen und religionsgeschichtlichen Bedeutung der Terrakottamodelle von Tischen, Stühlen und Betten aus dem alten Orient (= Altertumskunde des Vorderen Orients. Band 1). Ugarit-Verlag, Münster 1992, ISBN 3-927120-10-3.
- mit Lutz Martin und Jutta Boehme: Die geretteten Götter aus dem Palast vom Tell Halaf. Kurzführer. Schnell + Steiner, Regensburg 2011, ISBN 978-3-7954-2487-9.
  - englische Ausgabe: The Tell Halaf adventure. Guide. Schnell + Steiner, Regensburg 2011, ISBN 978-3-7954-2488-6.

Herausgeberschaften
- mit Manfried Dietrich und Oswald Loretz: Beschreiben und deuten in der Archäologie des Alten Orients. Festschrift für Ruth Mayer-Opificius. Mit Beiträgen von Freunden und Schülern (= Altertumskunde des Vorderen Orients. Band 4). Ugarit-Verlag, Münster 1994, ISBN 3-927120-18-9.
- mit Lutz Martin: Der Tell Halaf und sein Ausgräber Max Freiherr von Oppenheim. Kopf hoch! Mut hoch! Und Humor hoch! Philipp von Zabern, Mainz 2002, ISBN 3-8053-2853-2 (Verlagsausgabe), ISBN 3-8053-2978-4 (Museumsausgabe).
- mit Lutz Martin: Tell Halaf. Im Krieg zerstörte Denkmäler und ihre Restaurierung (= Tell Halad. Band 5). Walter de Gruyter, Berlin 2010, ISBN 978-3-11-022935-6.
- mit Lutz Martin: Die geretteten Götter aus dem Palast vom Tell Halaf. Begleitbuch zur Sonderausstellung des Vorderasiatischen Museums „Die geretteten Götter aus dem Palast von Tell Halaf“ vom 28. Januar bis 14. August 2011 im Pergamonmuseum. Schnell + Steiner / Vorderasiatisches Museum, Regensburg / Berlin 2011, ISBN 978-3-7954-2450-3 (Verlagsausgabe), ISBN 978-3-7954-2449-7 (Museumsausgabe).
- mit Elisabeth Katzy und Sabina Kulemann-Ossen: Zwischen Ausgrabung und Ausstellung. Beiträge zur Archäologie Vorderasiens. Festschrift für Lutz Martin. Zaphon, Münster 2020, ISBN 978-3-96327-108-3.